# Centropyge argi
Centropyge argi, tên thông thường là Cherubfish, là một loài cá biển thuộc chi Centropyge trong họ Cá bướm gai. Loài này được mô tả lần đầu tiên vào năm 1951.

## Từ nguyên
Từ định danh của loài được đặt theo tên của nơi mà mẫu định danh được phát hiện, bãi ngầm Argus, cách khoảng 25 km về phía tây nam của Bermuda.

## Phạm vi phân bố và môi trường sống
Từ bờ biển bang North Carolina (Hoa Kỳ) và Bermuda, C. argi được ghi nhận trên khắp vùng vịnh México và biển Caribe (bao gồm toàn bộ Antilles), trải dài về phía nam đến bờ biển phía bắc Nam Mỹ (ít nhất là đến Guyane thuộc Pháp).
C. argi sống gần các rạn san hô viền bờ và các mỏm đá ngầm ở vùng nước ấm, thường trên nền đáy đá vụn, độ sâu từ 5 đến 80 m.

## Mô tả
C. argi có chiều dài cơ thể tối đa được biết đến là 8 cm. Cơ thể có màu xanh lam thẫm, trừ vùng nửa dưới đầu và ngực là màu vàng da cam. Bao quanh mắt là một vòng tròn màu xanh lam sáng. Vây ngực màu vàng nhạt. Các vây còn lại có màu lam thẫm được viền xanh ánh kim.
Số gai vây lưng: 14–15; Số tia vây ở vây lưng: 15–16; Số gai vây hậu môn: 3; Số tia vây ở vây hậu môn: 17.

## Sinh thái học
Thức ăn của C. argi là tảo và thủy sinh không xương sống. C. argi có thể hợp thành một nhóm nhỏ, gồm một con cá đực thống trị cùng những con cá cái trong hậu cung của nó.

## Thương mại
C. argi là một loài cá cảnh được nuôi khá phổ biến trong phạm vi của chúng, được bán với giá trung bình khoảng 20 USD ở Mỹ.
C. argi đã được nhân giống trong điều kiện nuôi nhốt. Trong quá trình nhân giống, các chuyên gia đã cho lai ghép giữa C. argi với Centropyge resplendens, một loài đặc hữu của đảo Ascension, và cả hai đều thuộc phân chi Xiphypops. Những cá thể lai, được biết với tên gọi là Resplendent Cherubfish, được bán với giá khá đắt (khoảng 3.000 USD một con).